# Naos (stjärna)
Naos, eller Zeta Puppis, är en pulserande variabel av Alfa Cygni-typ (ACYG) i stjärnbilden i Akterskeppet. 
Stjärnan varierar mellan fotografisk magnitud +2,11 och 2,17. Naos är därmed den ljusstarkaste blåa superjätten på stjärnhimlen – och också den allra närmast belägna.